# 免疫グロブリン療法
免疫グロブリン療法（めんえきグロブリンりょうほう）（英: Immunoglobulin therapy）とは、Fc活性をもつIgGを静脈投与（Intravenous immunoglobulin: IVIG)、あるいは皮下投与する治療法である。
疾患によっては、大量投与による免疫グロブリン大量療法（High dose immunoglobulin therapy）が行われる。
投与される製剤には1000人を超える献血者の血漿から抽出された多価IgG（免疫グロブリンG）が含まれている。
IVIGの効果は2週間から3か月続く。
以下の3つの主要な分類群に対する治療法として主に用いられている。
- 免疫不全（原発性あるいは続発性、無または低γグロブリン血症）
- 自己免疫疾患（例: 特発性血小板減少性紫斑病）および炎症性疾患（例: 川崎病）、ギラン・バレー症候群、多発性硬化症など
- 急性感染症

## 高免疫グロブリン
高免疫グロブリン（Hyperimmune globulin）は、通常のヒト免疫グロブリンと同様の方法で調製される免疫グロブリンの一種であるが、ドナーの血漿中に特定の生物や抗原に対する高力価の抗体が含まれていることが特徴である。高免疫グロブリンが利用できる病原体には、B型肝炎、狂犬病、破傷風毒素、水痘・帯状疱疹などがある。高免疫グロブリンを投与することで、患者はある病原体に対する「受動的」な免疫を得ることができる。これは、「能動的」な免疫を提供するワクチンとは対照的である。しかし、ワクチンはその目的を達成するのに時間が掛かるのに対し、高免疫グロブリンは瞬時に受動的な短命の免疫をもたらす。高免疫グロブリンは重篤な副作用を伴う可能性があり、使用には充分な注意が必要である。
高免疫血清（Hyperimmune serum）とは、多量の抗体を含む血漿を指す。高免疫血清は、エボラウイルスに感染した患者に有効な治療法であるとの仮説が立てられている。

## 大量療法の作用機序
大量療法の作用機序には不明な点が多いがいくつかの仮説が存在する。
Fcγ受容体を介した機序
大量投与されたIgGのFc部分によってFcγ受容体が阻害されマクロファージの活性化が阻害される。
補体を介する機序
C3bといった補体成分とIgGが結合することでC5b-C9複合体の生成が減少する。
抗イディオタイプ抗体による自己抗体の制御
抗イディオタイプ抗体によって自己抗体が中和される。
炎症性サイトカインの制御
IL-1αやIL-6といった炎症性サイトカインに対する中和抗体が含まれている。
T細胞の制御
サイトカインバランスに働きかけて自己免疫性疾患を調節する。

## 適応症
低または無γグロブリン血症
- X連鎖無γグロブリン血症
- 分類不能型免疫不全症(common variable immunodeficiency)

重症複合免疫不全症、など抗体産生不全症
感染症
- 敗血症などの重症感染症[3]

自己免疫疾患
- 川崎病[3]
- ギラン・バレー症候群／フィッシャー症候群[4]
- 特発性血小板減少性紫斑病[3]
- 慢性炎症性脱髄性多発神経炎(CIDP)[3]
- 重症筋無力症[3]
- 皮膚筋炎[3]
- 多発性硬化症[3]
- 好酸球性多発血管炎性肉芽腫症(チャーグ・ストラウス症候群)
- 尋常性天疱瘡
- 抗NMDA受容体脳炎[5]

## 投与方法
γグロブリンとして0.4 g/kgを5日間連続点滴静注を行う方法が一般的である。投与方法としては投与開始の始め1時間は0.01 mL/kg/min（0.6ml/kg/h）、徐々に速度を上げて0.03 mL/kg/min（1.8ml/kg/h）とし重大な副作用がなければ翌日からは最高速度で投与する。製剤により、承認されている速度は異なるので、添付文書を必ず確認する必要がある。
|                  | ml/kg/min | 単位  | 体重10kg | 体重50kg | 体重70kg |
| ---------------- | --------- | ----- | -------- | -------- | -------- |
| 開始から1時間    | 0.01      | ml/hr | 6        | 30       | 42       |
| その後の最高速度 | 0.03      | ml/hr | 18       | 90       | 126      |

## 副作用
頻度の多い副作用としては肝機能障害、悪寒、発熱など認められ、まれであるが重大な副作用として過粘稠症候群、ショック、急速投与による肺水腫などが知られている。
皮下投与の場合、２日後に最高血中濃度に達するため、投与初期の一過性の局所発赤、腫脹以外の副作用は少ない。
| 発症時期           | 副作用名                                                                           | 対処法                                           |
| ------------------ | ---------------------------------------------------------------------------------- | ------------------------------------------------ |
| 投与後30分以内     | 頭痛、悪寒、筋肉痛、胸部苦悶感、全身倦怠感、悪心、発熱                             | 点滴速度を遅くすることで対応。1〜2日で消失する。 |
| 治療中または治療後 | 無菌性髄膜炎、皮疹（汗疱）、尿細管壊死、血栓塞栓症、低ナトリウム血症、顆粒球減少症 | 数日から1か月ほど持続しその後消失                |

### 血栓塞栓症
血栓塞栓症発生者のうち約半数は免疫グロブリン療法開始12時間以内に75％は24時間以内に起こっている。治療開始から2週間以上経過してから起こった血栓塞栓症は因果関係が明確ではない。補液やDダイマーの測定が予防に有効である。

### 無菌性髄膜炎
髄液中に達した免疫グロブリンが髄膜の血管内皮に作用しサイトカインを介した炎症をおこすと推定されている。多くは投与開始48時間以内に起こる。

## 適応禁忌
ヒト免疫グロブリン過敏症、IgA欠損症、重篤な肝不全、重篤な腎不全、血漿浸透圧が上昇する疾患、最近の深部静脈血栓症の既往などで禁忌となる。
IgA欠損症患者では免疫グロブリン製剤に含まれるIgAに対してアナフィラキシー反応を起こすことがある。ただしこの合併症はきわめてまれである。